# 밝한샘
밝한샘(1936년 ~ )은 한글 사용 운동으로 유명한 대한민국의 사회운동가이자 시인이다. 본명은 박홍원(朴洪遠)으로, 현재 법적인 이름은 박한샘이다. 성씨를 순한글로 고쳐야 한다고 주장하여 1980년대부터 한글로 성씨를 바꿔달라는 소송을 냈다.
또한 순 한글 이름 사용 운동을 벌여 수천개의 한글이름을 지어주기도 하였다.

## 저서
- 프라하의 갈매기. 그래서 모든 것은. 세 발 달린 까마귀. 저 깊은 나라. 한 해 스물 네마디. 시간의 언덕. 어서 오라 기쁜 날이여.

백 살의 꿈을 위하여. 항문보감. 밝한샘이름말 1, 2권.  밝을 나라.  통일국가의 국호 국기 국가. 새로운 국기 만들기 위한 태극기 보고서. 태극기와 중국 성의 문제점과 해법. 광화문의 눈물 거기 한글있었네